# James A. Garfield Memorial
 (avril 2025).
Si vous disposez d'ouvrages ou d'articles de référence ou si vous connaissez des sites web de qualité traitant du thème abordé ici, merci de compléter l'article en donnant les références utiles à sa vérifiabilité et en les liant à la section « Notes et références ».
Le James A. Garfield Memorial est un monument et le lieu de sépulture du 20e président des États-Unis, James A. Garfield et de sa femme Lucretia Garfield, situé au cimetière de Lake View à Cleveland, dans l'Ohio. Le mémorial national, fut construit d'octobre 1885 à mai 1890, le bâtiment éclectique présente une combinaison de styles néo-byzantin, néo-gothique et néo-roman. Certains membres de la famille Garfield reposent aussi dans la crypte du monument.
Le monument a été ajouté au Registre national des lieux historiques en 1973.

## Référence
1. ↑  « 150 years of solitude at Lake View Cemetery », sur freshwatercleveland.com (consulté le 7 avril 2025)
2. ↑  https://npgallery.nps.gov/AssetDetail/NRIS/73001411